# Município de Whitehouse (condado de Robeson, Carolina do Norte)
Localização da Carolina do Norte nos E.U.A.
O município de Whitehouse (em inglês: Whitehouse Township) é um localização localizado no  condado de Robeson no estado estadounidense da Carolina do Norte. 

## Geografia
O município de Whitehouse encontra-se localizado nas coordenadas 34° 23′ 52,55″ N, 79° 08′ 39,09″ O.